# Achter-Thesinge
Achter-Thesinge est un hameau de la commune néerlandaise de Groningue, situé dans la province de Groningue. Il est formé de quelques fermes et de maisons qui s'élèvent immédiatement au nord de Thesinge.